# Paracobitis wujiangensis
Paracobitis wujiangensis är en fiskart som beskrevs av Linxian Ding och Deng, 1990. Paracobitis wujiangensis ingår i släktet Paracobitis och familjen grönlingsfiskar. Inga underarter finns listade i Catalogue of Life.